# Ambon (Morbihan)
Ambon (bretonisch Ambon) ist eine französische Gemeinde mit 2.091 Einwohnern (Stand 1. Januar 2022) im Département Morbihan in der Region Bretagne. Sie gehört zum Gemeindeverband Communauté de communes Arc Sud Bretagne.

## Lage
Ambon liegt östlich der Halbinsel Rhuys. Das Gemeindegebiet gehört zum Regionalen Naturpark Golfe du Morbihan. Benachbarte Gemeinden sind: im Westen Surzur, im Norden Noyal-Muzillac und Lauzach, sowie im Osten Muzillac und Billiers. Im Süden grenzt Ambon an die Gemeinde Damgan, besitzt aber auch einen eigenen Küstenabschnitt an der Baie de Kervoyal.
Der Hauptort Ambon liegt zwar im Landesinneren, aber in den Ortsteilen Tréhervé, Cromenac’h und Bétahon finden sich insgesamt 4 km Strände, was zur Entwicklung Ambons zu einem Badeort geführt hat.

## Geschichte

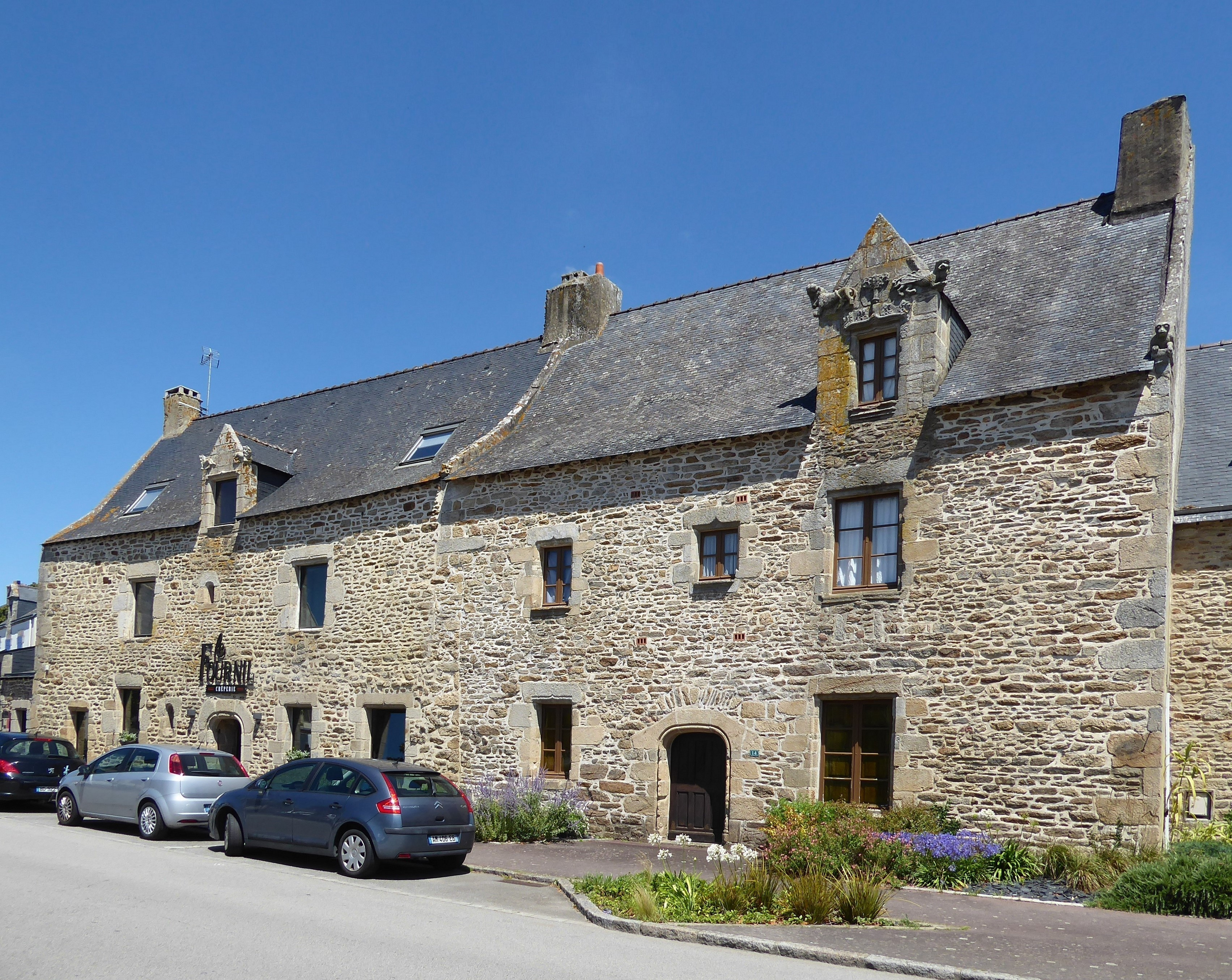
Spätgotische Häuser in Ambon

Der Pfarrbezirk Ambon wurde im Jahr 832 zum ersten Mal urkundlich erwähnt.
Im 10. Jahrhundert erfolgte die Gründung eines Klosters zu Ambon.
Die Blütezeit Ambons war das Zeitalter der Renaissance. Wirtschaftlich lebte die Stadt zu dieser Zeit neben der Landwirtschaft auch von der Salzgewinnung und dem Handel, der über den am Ästuar des Penerf gelegenen Hafen abgewickelt wurde. Zu dieser Zeit war Ambon einer der bedeutendsten Häfen der Bretagne. Der Pfarrbezirk von Ambon zählte zu dieser Zeit 5000 Einwohner. Aus dieser Zeit finden sich auch heute noch in der Gemeinde mehrere Renaissance-Kapellen.
Im 17. Jahrhundert begann der Abstieg der Stadt, bedingt unter anderem durch den Niedergang des Hafens. In diese Zeit des Niedergangs fiel die Konstituierung der Gemeinde Ambon (anstelle des gleichnamigen Pfarrbezirks) im Département Morbihan während der Französischen Revolution. Mitte des 19. Jahrhunderts lag die Einwohnerzahl bei ca. 1800 Personen.
Anfang des 20. Jahrhunderts war Ambon ein rein landwirtschaftlich geprägtes Dorf. Zu dieser Zeit wurde die Salzgewinnung endgültig aufgegeben. Die Einwohnerzahl sank weiter, bis auf den Tiefstand von 881 Einwohnern im Jahr 1982. Seit dieser Zeit ist ein erneutes Wachstum der Bevölkerungszahl zu beobachten, wohl verursacht durch die Entwicklung des Tourismus als neues wirtschaftliches Standbein.
Bis 1947 war Ambon an das Netz der Chemins de fer du Morbihan angeschlossen.

## Bevölkerungsentwicklung
| Jahr      | 1962 | 1968 | 1975 | 1982 | 1990 | 1999 | 2008 | 2012 |
| Einwohner | 1010 | 1008 | 904  | 881  | 1006 | 1255 | 1620 | 1767 |

## Sehenswürdigkeiten
Siehe auch: Liste der Monuments historiques in Ambon (Morbihan)
- zwei Dolmen, ein Menhir und zwei Tumuli
- Im Zentrum des Hauptortes Ambon befindet sich die Pfarrkirche Saint-Cyr et Sainte-Julitte, die in ihren Ursprüngen bis auf das letzte Viertel des 10. Jahrhunderts zurückgeht. Ebenso kann das Querschiff in die Epoche der Romanik datiert werden. Der Chor in seiner heutigen Form wurde im 15. Jahrhundert erbaut.[2] Eine Vergrößerung der Kirche mit Anbau der Sakristei erfolgte im 17. Jahrhundert.[4] Im Ortsteil Brouël befindet sich die Kapelle Notre-Dame-de-Mille-Secours mit einer bedeutenden Westfassade im Stil der Flamboyantgotik.

## Sprache
Ambon gehört zum bretonischen Sprachgebiet.